# KDE 디스플레이 매니저
KDE 디스플레이 매니저(KDE Display Manager)는 KDE에서 윈도 시스템 X11용으로 개발한 디스플레이 관리자(그래픽 로그인 프로그램)이다.
KDE 디스플레이 매니저는 X 디스플레이 매니저의 소스 코드를 기반으로 하며 SDDM을 위해 KDE 플라스마 5에서 폐기될 때까지 KDE 소프트웨어 모음의 기본 디스플레이 관리자였다.
KDM에서는 사용자가 로그인 시 데스크톱 환경이나 창 관리자를 선택할 수 있었다. KDM은 Qt 애플리케이션 프레임워크를 사용했다. KDE의 시스템 설정을 통해 구성할 수 있다. 모양은 사용자가 맞춤 설정할 수 있다.
기본 KDM 로그인 화면에는 사용자 목록이 있다. 각 항목은 사용자 이름, 개인 이름(사용 가능한 경우) 및 아이콘으로 구성되었다. 목록 옆에는 인사말과 사진이 있다. 사용자 정의 옵션 중 하나는 사진을 아날로그 시계로 바꾸는 것이다. 이 화면에서 사용자는 사용자 관리 도구를 실행하거나, 컴퓨터를 종료 또는 재기동하거나, X 윈도 시스템을 다시 시작할 수도 있다.

## 같이 보기
- Getty (유닉스)
- 심플 데스크톱 디스플레이 매니저
- 그놈 디스플레이 매니저
- 라이트DM